# Pierre Mouveau
 (mars 2013).
Si vous disposez d'ouvrages ou d'articles de référence ou si vous connaissez des sites web de qualité traitant du thème abordé ici, merci de compléter l'article en donnant les références utiles à sa vérifiabilité et en les liant à la section « Notes et références ».
Pierre Mouveau, né le 19 janvier 1905 à Bridoré (Indre-et-Loire) et mort le 26 mai 2004 à Bridoré, est un peintre et illustrateur français du XXe siècle.

## Biographie
Fils de Georges Mouveau, décorateur de l'Opéra de Paris et cofondateur de la société DIM (Décoration d'Intérieur Moderne), Pierre Mouveau est également un illustrateur de la collection Le Livre moderne illustré dans les années 1930. Affichiste, il signe parfois de ses initiales PM (affiche inauguration Paris Parc des Princes 1932).
Sa femme Simone Lefèvre (1913-1983), élève de Paul Albert Laurens, fut également peintre. Après leur mariage ils quittèrent Paris pour s'installer à Bridoré en Touraine, afin de s'occuper de la restauration du château de Bridoré dont ils étaient les propriétaires.